# Посёлок аэропорта Шереметьево
Посёлок аэропо́рта Шереме́тьево (Шереме́тьевский авиагородо́к) — посёлок в 33 км севернее центра Москвы, в 15 км от МКАД, расположен в лётной зоне Московского международного аэропорта «Шереметьево», на территории городского округа Химки Московской области.
На территории посёлка действует свободная экономическая зона «Шерризон».

## История
История посёлка нераздельно связана с историей появления и развития сначала центрального военного аэродрома «Шереметьевский», а затем и гражданского международного аэропорта Шереметьево города Москвы.
1 сентября 1953 года, вышло в свет Постановление Совета министров СССР о строительстве в районе деревни Чашниково Московской области Центрального аэродрома ВВС Советской армии.
Своё название новый аэродром получил от расположенных неподалёку: населённого пункта — Шереметьевский (ныне микрорайон в составе города Долгопрудный) и одноимённой станции Савёловского направления Московской железной дороги.
Днём рождения посёлка можно считать 25 октября 1953 года, когда на станцию Лобня прибыл первый эшелон военных строителей. Началось строительство аэродрома «Шереметьевский», а вместе с ним и военного городка, предназначенного для расквартирования личного состава переводимой сюда 2-й авиационной Краснознамённой дивизии особого назначения, которая до этого 15 лет дислоцировалась на Центральном аэродроме им. М. В. Фрунзе, более известном как «Ходынка», в черте города Москвы.

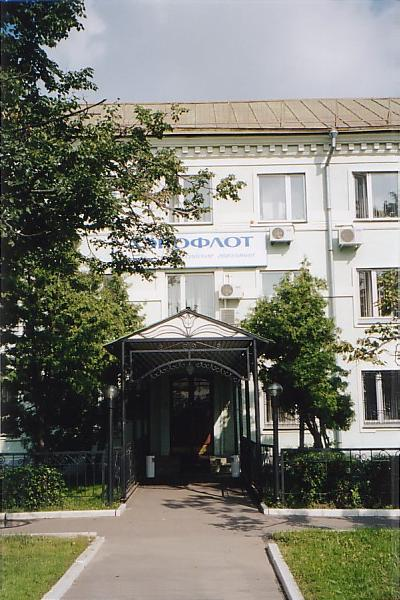
Офис Аэрофлота

В 1957 году, были введены в строй первые объекты аэродрома: взлётно-посадочная полоса, магистральная и соединительные рулёжные дорожки, три перрона с местами для стоянки самолётов, здания Центрального пункта управления (ЦПУ), размещены системы радио- и светотехнического обеспечения полётов. В городке были сданы первые четыре трёхэтажных жилых дома, позднее построен 4-5-этажный квартал.
7 октября 1957 года состоялась первая посадка воздушных судов на аэродроме. В «Шереметьевском» приземлились 18 межконтинентальных стратегических межконтинентальных стратегических бомбардировщиков Ту-95, участвующих в воздушном параде над Красной площадью в честь 40-й годовщины Октябрьской революции, а уже 31 декабря на аэродром были перебазированы и другие военно-транспортные самолёты 2-й авиационной дивизии. Первым и единственным военным начальником аэродрома был назначен Василий Александрович Борисов — прославленный лётчик, Герой Советского Союза, участник Великой Отечественной войны.
Точку в развитии «Шереметьевского», как военного аэродрома, поставил первый секретарь ЦК КПСС Н. С. Хрущёв, прибывший сюда в июле 1959 года самолётом Ту-104, прямо из Лондона. Восхищённый красотой и размахом Лондонского аэропорта Хитроу, Хрущёв пообещал, что в ближайшие годы в СССР появятся аэропорты подобного класса и осмотрев аэродром «Шереметьевский», распорядился осуществить передачу аэродрома в ведение Гражданского воздушного флота (ГВФ) для создания на его базе главного международного аэропорта СССР.
30 июля 1959 года был подписан приёмо-сдаточный акт между военным и гражданским авиационными ведомствами.
11 августа 1959 года на аэродром совершил посадку первый гражданский рейсовый самолет Ту-104, доставивший пассажиров из Ленинграда. На следующий день газета «Советская Россия» объявила об официальном открытии нового гражданского аэропорта.
Официальное открытие аэропорта «Шереметьево» состоялось 2 июня 1960 года.
Жилищно-коммунальное хозяйство военного городка так и осталось в ведении Министерства обороны, часть жилья была передана КГБ при переводе сюда частей пограничных войск. Здания инфраструктуры аэропорта, как и сам аэропорт, перешли в ведение Министерства Гражданского Воздушного Флота (позднее Министерства Гражданской авиации СССР), был образован авиагородок.
С этого времени жилищное строительство в посёлке не велось. Местом для проживания лётного состава и обслуживающего персонала аэропорта был выбран микрорайон Красная Поляна города Лобни Московской области, куда в 1961 году был пущен бесплатный автобус.

## Инфраструктура
Жилых домов в посёлке мало (два небольших военных городка закрытого типа). Большую часть территории занимает промышленно-складская зона. Большинство зданий и сооружений в непосредственной близости к аэропорту составляют инфраструктуру, обслуживающую аэропорт, и обеспечивают безопасность воздушного движения. Здесь располагаются: администрация аэропорта «Шереметьево», центр управления полётами ОАО «Аэрофлот», центр подготовки авиационного персонала, учебный авиационно-технический центр при Университете гражданской авиации, Государственный НИИ гражданской авиации.
Промышленность посёлка представлена предприятиями: заводами «Пепси-Кола» и «Цеппелин-Русланд (Cat)», ЗАО «Шерризон-Энерго», складскими и таможенными терминалами: «Шерризон-Карго», «Акадес», «Европа» и другими.
В посёлке расположено множество военных предприятий и частей: ФГУП «55-й Промышленный комбинат» и автобаза при Главном управлении обустройства войск Минобороны России, учебный центр, база снабжения и инженерный батальон пограничных войск ФСБ России, отдельный пограничный авиационный отряд и отдельный отряд пограничного контроля «Москва», линейный отдел милиции при аэропорту «Шереметьево».
Имеются: гостинично-офисный комплекс «Шерризон», бизнес-центры «Бизнес-Парк» и «Аэро-плаза», отделение почтовой связи, АТС-578 Химкинского ЦУС, медсанчасть.

## Достопримечательности

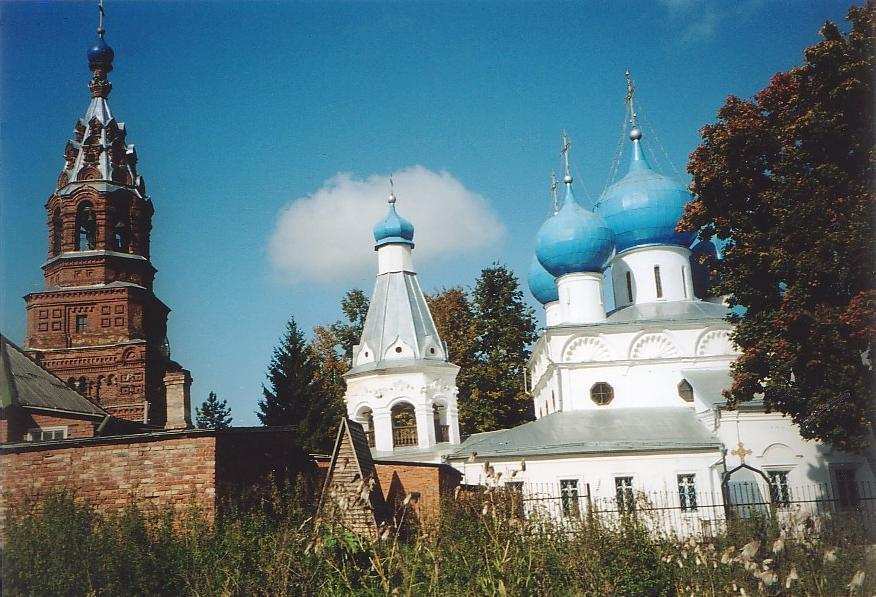
Троицкая церковь в Чашниково

В окрестностях посёлка, в деревне Чашниково находится Троицкая церковь. Церковь в селе Чашниково, впервые упоминается в документах Архива Министерства юстиции под 1585 годом, как «каменная о пяти верхах», но судя по ряду архитектурных черт, была построена ранее, ближе к началу XVI века. В документах того времени указано, что село Чашниково на реке Албе принадлежало боярину Никите Романовичу Юрьеву.
В 1688 году владельцем Чашниково стал Лев Кириллович Нарышкин, дядя Петра I.

При Нарышкиных в конце XVII века обветшавшая церковь реконструируется, ей придаются черты «московского», или «нарышкинского» барокко. Надстраиваются стены основного объёма и малые барабаны, пристраиваются приделы и паперть. Старая звонница разобрана, и вместо неё возводится новая небольшая шатровая колокольня с поясом резных узоров в стиле барокко. Сам храм также украшается ложными закомарами с барочными раковинами внутри. Щелевидные проемы заложены, вместо них в стенах прорубаются восьмигранные окна. Ставятся также и новые купола шаровидной формы.

Троицкая церковь — четырёхстолпная, крестовокупольного типа, была покрыта тёсом, а главы черепицей. Над западной стеной возвышалась звонница. Церковь лишена алтарных апсид, что является уникальной для её времени чертой. В 1895 году с западной стороны к церкви по проекту архитектора А. А. Латкова пристраивают отдельную новую кирпичную колокольню, обновляют росписи и переписывают иконы для главного иконостаса. В приделах сохраняются иконостасы середины XIX века.
Кроме церкви, в Чашниково сохранилось ещё одно старинное здание, бывшей церковно-приходской школы, со стенами из красного кирпича и тёмной кровлей. Оно заметно издалека, рядом с голубыми куполами Троицкой церкви.

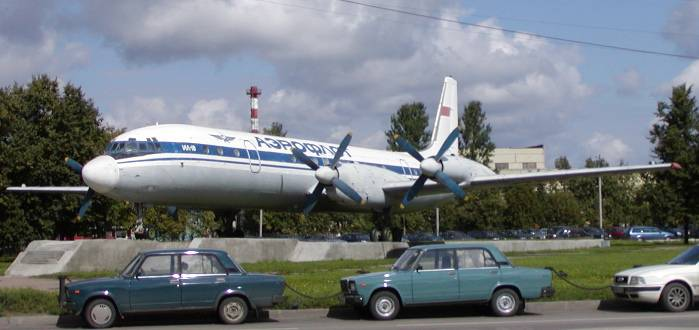
Ил-18 на вечной стоянке (август 2003 года).
Демонтирован в 2012 году

Фасад двухэтажного здания, обращенный к церкви, был украшен ризалитом. Школа была построена в 1898 году по проекту А. А. Латкова.
23 апреля 1979 года, напротив аэровокзала «Шереметьево — I», на постамент был поставлен самолёт Ил-18, символизирующий принадлежность аэропорта к делу освоения новых образцов авиационной техники. В 1958 году на военном аэродроме «Шереметьевский», 2-й авиационной Краснознамённой дивизией особого назначения, впервые были освоены эти самолёты. В то время, эти машины использовались для перевозки особых персон.
В 2012 году самолёт-памятник Ил-18 был демонтирован. Взамен его, на площадке у терминала «В», 4 июня 2015 года, был установлен самолёт-памятник Ил-62.
В начале 2010 года в посёлке был открыт Музей истории Международного аэропорта Шереметьево. Открытие музея стало одним из самых значимых событий празднования 50-летия аэропорта Шереметьево.

## Транспорт
Посёлок аэропорта Шереметьево имеет регулярное автобусное сообщение с городами Москва, Химки, Долгопрудный и Лобня:
- в Москву ходят № 817 до станции метро «Планерная» и № 851 до станции метро «Речной вокзал»;
- в Химки ходит № 41 до ж/д станции «Химки»;
- в Долгопрудный ходит № 38 до ж/д станции «Долгопрудная»
- в Лобню ходят № 21,№ 38 и № 41 до ж/д станции «Лобня», № 24 до мкр. Красная поляна и № 33 до мкр. Луговая.

Также до Москвы можно добраться аэроэкспрессом с железнодорожного терминала «Шереметьево»; до него же ходит автобус № 851. Время движения до терминала — 5 минут.
Время движения аэроэкспрессом до Белорусского вокзала города Москвы — 35 минут.

## Карты посёлка

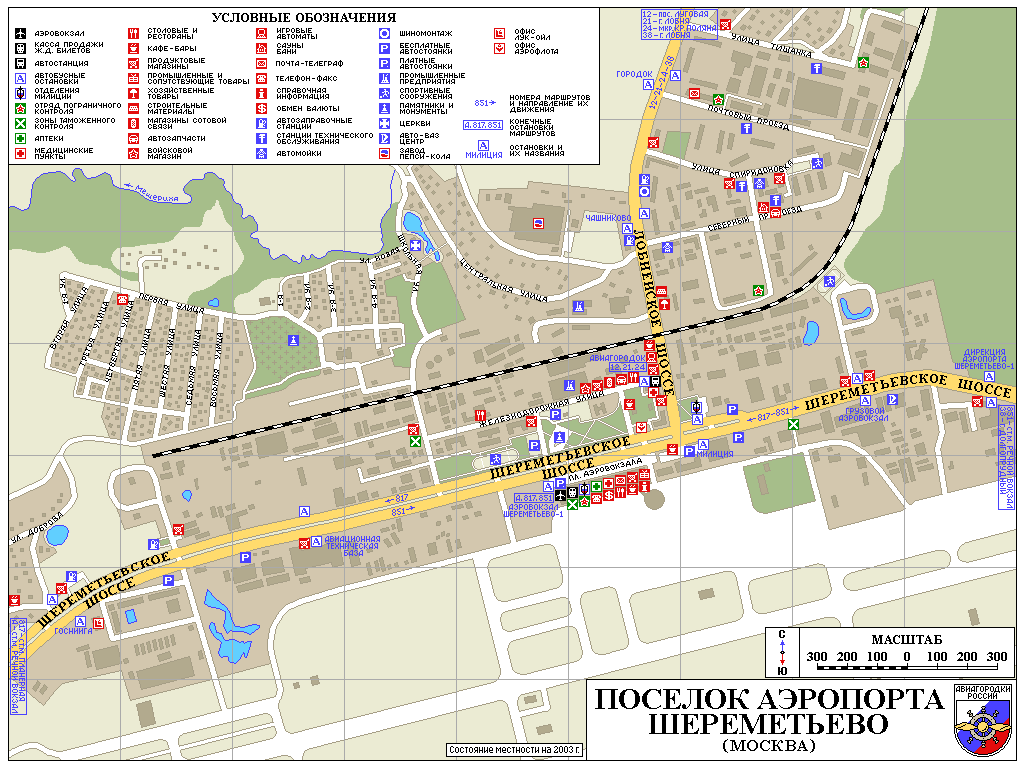
План посёлка аэропорта Шереметьево
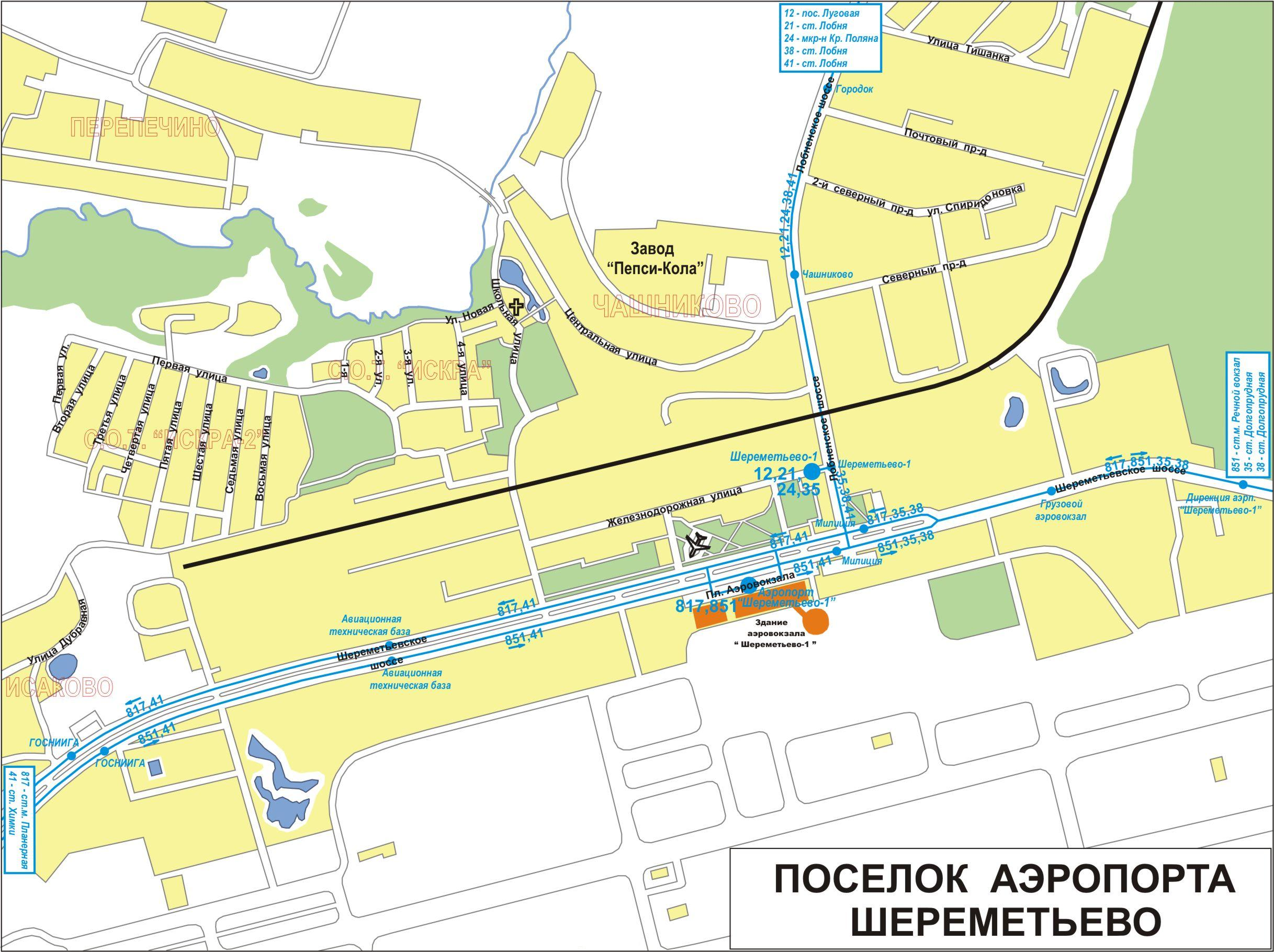
Схема городского транспорта в посёлке